# Jan Gorkow

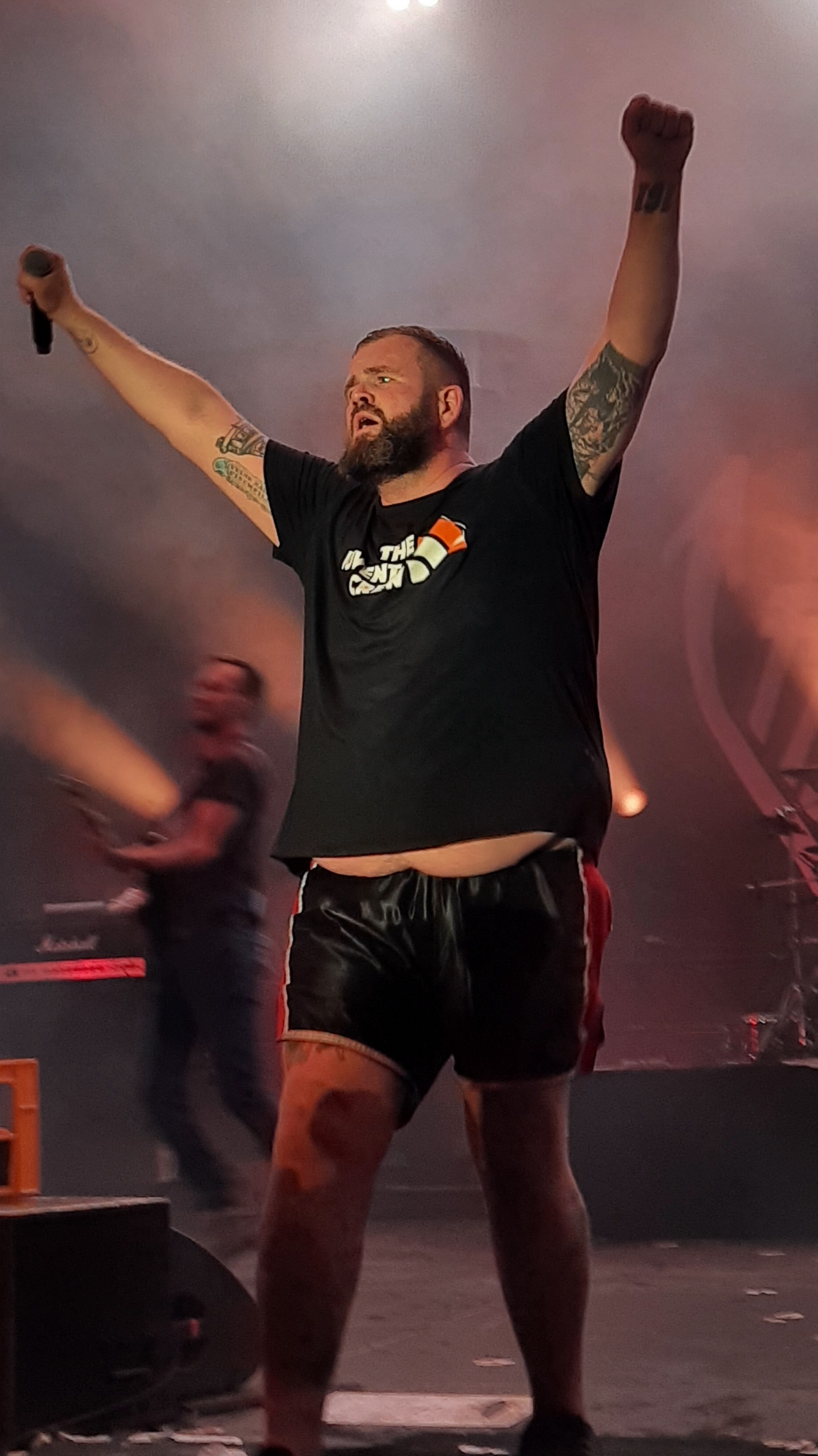
Jan Gorkow während des Auftritts beim Festival Wasted in Jarmen in Mecklenburg-Vorpommern, September 2023

Jan Gorkow (* 9. September 1987 in Neubrandenburg), besser bekannt unter seinem Spitznamen Monchi, ist ein deutscher Sänger. Gorkow ist Mitglied der Punkband Feine Sahne Fischfilet.

## Leben
Jan Gorkow wuchs in Jarmen, einer vorpommerschen Landstadt in der Nähe von Greifswald, als Sohn eines Bauunternehmers und einer Zahnärztin auf. Von Jugend an war er begeisterter Fan von Hansa Rostock und bewegte sich zunächst in Hooligan- und Ultra-Kreisen. Mit 19 Jahren zündete er in Stendal ein Polizeiauto an und wurde dafür zu einer Bewährungsstrafe verurteilt. In dieser Zeit brach er wenige Monate vor den Abschlussprüfungen das Abitur ab. Sein Spitzname „Monchi“ rührte daher, dass er seine damaligen Freunde mit seinem fülligen Gesicht und den dunklen Haaren an einen Monchhichi erinnerte.
Im Alter von 20 Jahren schloss er sich der Punkband Feine Sahne Fischfilet an, die Schulkameraden 2004 gegründet hatten. Weil er kein Instrument spielte, wurde er eher zufällig als Sänger verpflichtet. 2022 berichtete er in der Sendung DAS! des NDR, immer noch kein Musikinstrument spielen zu können.  Gorkow orientierte sich politisch links und antifaschistisch. Ende der 2000er Jahre brach er zunächst mit Hansa Rostock, beschäftigte sich jedoch auf späteren Alben der Band wieder mit der Liebe zu seinem Fußballverein. Feine Sahne Fischfilet entwickelte sich von einer DIY-Band, die wegen linksextremer Aussagen vom mecklenburg-vorpommerschen Verfassungsschutz beobachtet wurde, zu einer sehr erfolgreichen deutschen Band. Gorkow wurde zu einer Galionsfigur der linken Szene, wofür sowohl seine politische Ausrichtung als auch seine imposante Erscheinung sorgten.
Im Jahr 2017 wurde Gorkow beschuldigt, am Rande einer Gegendemonstration gegen eine rechtsextreme Veranstaltung Stühle auf eine Gruppe von Rechtsextremisten geworfen zu haben. Eine darauffolgende Anklage wegen Landfriedensbruch endete mit einem Freispruch durch das Amtsgericht Güstrow.
Im Jahr 2013 beteiligte sich Gorkow am Projekt 16 × Deutschland des Schauspielers und Regisseurs Charly Hübner. Etwas später entstand der Plan, einen Dokumentarfilm über Feine Sahne Fischfilet zu drehen, der letztlich überwiegend von Gorkow handelte und seine Lebensgeschichte darstellte. Der Film Wildes Herz erschien am 12. April 2017 in den deutschen Kinos.
Zusammen mit Sido veröffentlichte Gorkow am 2. August 2019 die Single Leben vor dem Tod. Das Lied erreichte am 9. August 2019 Platz 22 der deutschen Charts. Im gleichen Jahr trat Gorkow in einer Komparsenrolle im Fernsehfilm Polizeiruf 110: Kindeswohl auf. Im 2021 veröffentlichten Musikvideo von Marteria zu Niemand bringt Marten um spielte Jan Gorkow einen berauschten Weggefährten.
Sein erstes Buch Niemals satt – Über den Hunger aufs Leben und 182 Kilo auf der Waage veröffentlichte er am 7. April 2022 im Verlag Kiepenheuer & Witsch. Darin setzt er sich mit seinem Lebenswandel und seinem Übergewicht auseinander. Es stieg in der ersten Woche auf Platz 1 der Spiegel-Bestsellerliste in der Kategorie Paperback – Sachbuch ein.
Im Mai 2022 wurden von dem anonymen Instagram-Account „Niemand muss Täter sein“ Vorwürfe gegen Gorkow erhoben, er hätte sich in der Vergangenheit sexistisch verhalten und seine Machtposition als bekannte Persönlichkeit gegenüber Frauen ausgenutzt. Wenige Stunden zuvor hatte sich seine Band zum gleichen Thema geäußert und ihre Gesprächsbereitschaft signalisiert. Ende Mai wies die Band die Vorwürfe zurück, erklärte aber auch, an sich arbeiten zu wollen, denn sie könne „nicht behaupten, noch nie respektlos, peinlich oder sexistisch gegenüber Frauen gewesen zu sein. Das soll sich ändern.“ Gorkow brach die Lesereise zu seinem Buch Niemals satt im Mai ab und setzte sie im November fort. Das Landgericht Stralsund beurteilte die Vorwürfe im November 2022 als Verleumdung. Der Instagram-Account wurde gesperrt.
Seit August 2024 ist Gorkow Host eines eigenen Podcasts namens "Weils jeden Tag brennt", bei dem er mit oftmals nicht-prominenten Gästen über ihr Leben und ihren Beruf spricht.
Gorkow ist Vater einer Tochter.

## Werke
- Monchi: Niemals satt. Über den Hunger aufs Leben und 182 Kilo auf der Waage. Köln: Kiepenheuer & Witsch 2022. ISBN 978-3-462-00259-1

## Diskografie
Gastbeiträge
- 2014: Jennifer Rostock – K.B.A.G., aus dem Album Schlaflos
- 2017: Antilopen Gang – Verliebt, aus dem Album Anarchie und Alltag
- 2019: Marteria & Casper – Absturz, aus dem Album 1982
- 2019: Sido – Leben vor dem Tod, aus dem Album Ich und keine Maske

## Filmografie
- 2013: 16 × Deutschland: Mecklenburg-Vorpommern (Dokumentar-Kurzfilm, Mitwirkung)
- 2015: Antilopen Gang – Verliebt (Musikvideo, Gastrolle)
- 2017: Wildes Herz (Dokumentarfilm, Mitwirkung)
- 2017: Über Leben in Demmin (Dokumentarfilm, als Demonstrant)
- 2018: Kahlschlag (Spielfilm von Max Gleschinski, in einer Nebenrolle)
- 2019: Polizeiruf 110: Kindeswohl (Spielfilm)
- 2019: Weil Du nur einmal lebst – Die Toten Hosen auf Tour (Dokumentarfilm, Mitwirkung)
- 2021: Marteria – Niemand bringt Marten um (Musikvideo, Gastrolle)